# Francisco Arroyo Vieyra
Francisco Agustín Arroyo Vieyra (Guanajuato, Guanajuato, 16 de abril de 1959) es un político mexicano, miembro del Partido Revolucionario Institucional.

## Trayectoria
Francisco Arroyo ha desempeñado como diputado Federal, vicepresidente de la Mesa de la Cámara de Diputados de México de la LIX Legislatura del Congreso de la Unión. Senador por el Estado de Guanajuato y Vicepresidente de la Mesa Directiva del Senado de la República.
En 2017, se descubrió que Arroyo Vieira, entonces embajador de México en Uruguay, escondió $1 millón de dólares en una cuenta bancaria andorrana.